# Holcocera crassicornella
Holcocera crassicornella é uma espécie de mariposa do gênero Holcocera pertencente à família Coleophoridae.